# Phép phân tích thành phần chính
Phép phân tích thành phần chính (Principal Components Analysis - PCA) là một thuật toán thống kê sử dụng phép biến đổi trực giao để biến đổi một tập hợp dữ liệu từ một không gian nhiều chiều sang một không gian mới ít chiều hơn (2 hoặc 3 chiều) nhằm tối ưu hóa việc thể hiện sự biến thiên của dữ liệu.
Phép biến đổi tạo ra những ưu điểm sau đối với dữ liệu:
- Giảm số chiều của không gian chứa dữ liệu khi nó có số chiều lớn, không thể thể hiện trong không gian 2 hay 3 chiều.
- Xây dựng những trục tọa độ mới, thay vì giữ lại các trục của không gian cũ, nhưng lại có khả năng biểu diễn dữ liệu tốt tương đương, và đảm bảo độ biến thiên của dữ liệu trên mỗi chiều mới.
- Tạo điều kiện để các liên kết tiềm ẩn của dữ liệu có thể được khám phá trong không gian mới, mà nếu đặt trong không gian cũ thì khó phát hiện vì những liên kết này không thể hiện rõ.
- Đảm bảo các trục tọa độ trong không gian mới luôn trực giao đôi một với nhau, mặc dù trong không gian ban đầu các trục có thể không trực giao.